# 勒伯维尔
勒伯维勒（法語：Lebeuville，法語發音：[ləbøvil]）是法国默尔特-摩泽尔省的一个市镇，位于该省南部，属于南锡区。

## 地理
勒伯维尔（48°26'4"N, 6°14'44"E）面积6.22 平方千米，位于法国大東部大區默尔特-摩泽尔省，该省份为法国东北部内陆省份，是洛林的一部分，北邻比利时、卢森堡，北起顺时针与摩泽尔省、下莱茵省、孚日省和默兹省接壤。
与勒伯维尔接壤的市镇（或旧市镇、城区）包括：班维尔欧米鲁瓦尔、热尔蒙维尔、格里波尔、勒梅尼勒米特里、沃德维尔、沃迪尼。

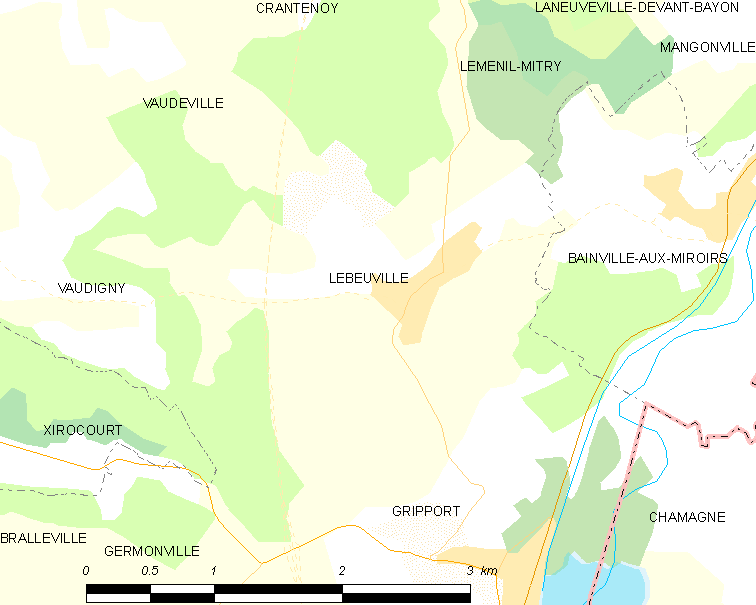
勒伯维尔的OSM定位图

勒伯维尔的时区为UTC+01:00、UTC+02:00（夏令时）。

## 行政
勒伯维尔的邮政编码为54740，INSEE市镇编码为54307。

## 政治
勒伯维尔所属的省级选区为梅讷欧桑图瓦县。

## 人口

1962-2008年间勒伯维尔人口变化图示

勒伯维尔于2022年1月1日时的人口数量为149人。